# 奢侈財

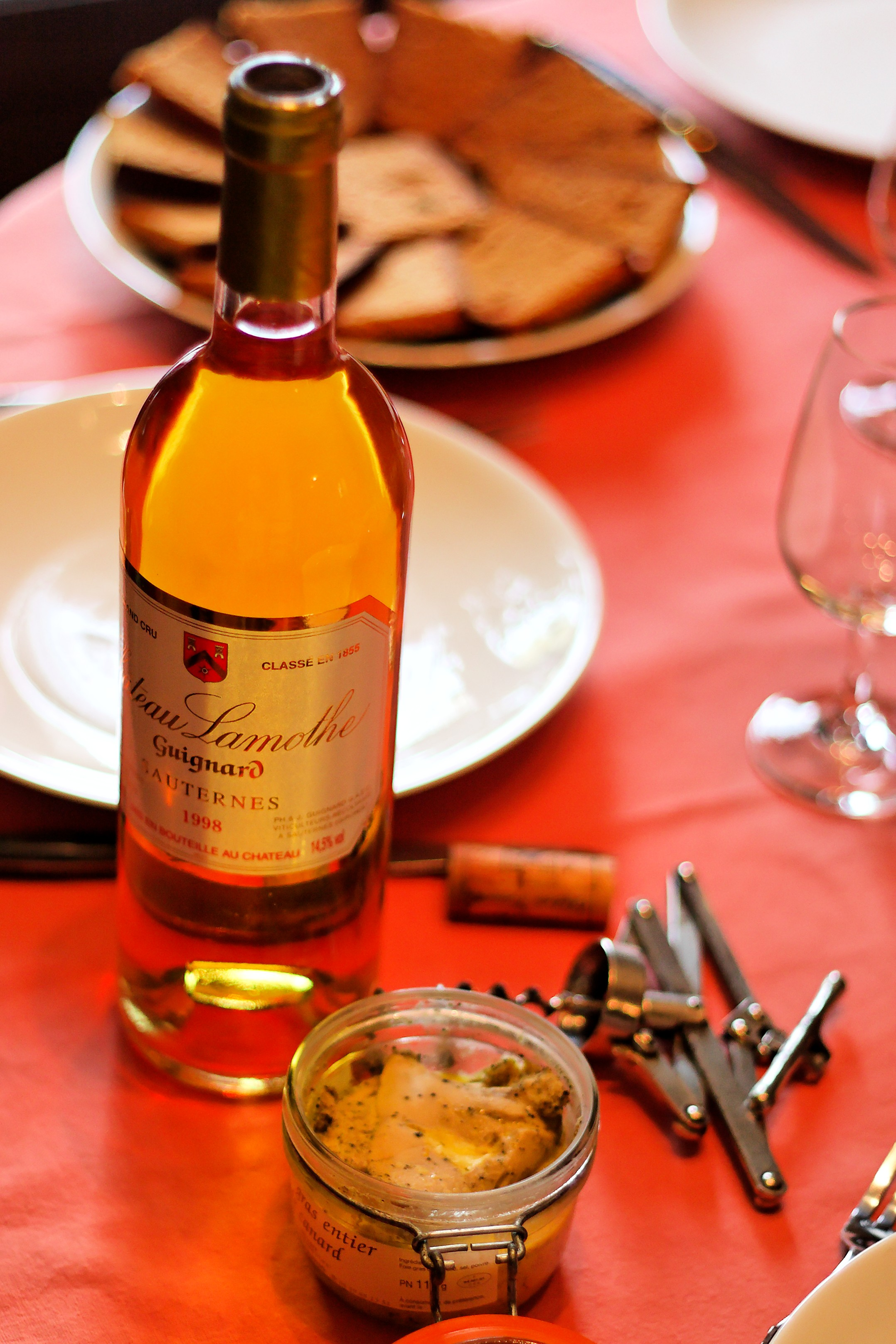
ワインとフォアグラ

奢侈財（しゃしざい、superior goods または luxury goods）とは、所得が上昇するにつれて需要が比例以上に増加し、総支出に占める割合が大きくなる財である。奢侈財は、必需品と対照的であり、必需品は所得が増加しても需要の増加が比例以下である。

## 定義
経済学では、ある時点での財の需要と異なる所得水準での需要を比較することで奢侈財を特定できるとしている。個人所得が増加すると、奢侈財の需要は所得以上に増加する。逆に個人所得が減少すると、奢侈財の需要は所得以上に減少する。例えば、所得が1％増加した際に、ある商品の需要が2％増加するならば、その商品は奢侈財である。これは、所得減少時に需要がほとんど変わらないか、わずかに減少する必需品とは対照的である。

## 経済学

需要の所得弾力性の図

奢侈財（しゃしざい、superior goods または luxury goods）とは、所得が上昇するにつれて消費に占める割合が大きくなり、消費者理論における上級財（正常財）の一種である。こうした財は二つの経済的特徴を備えていなければならない。すなわち、それが希少であること、そしてそれに伴い高価格であることである。この希少性は自然的なものであっても人工的なものであってもよいが、一般の消費者がその財を明確に「より優れたもの」と認識していなければならない。このような財を所有することは通常、優越性を意味し、しばしば威信を伴う。
ヴェブレン財とは、威信価値が非常に高く、価格が下がると需要が減少する可能性のある上級財（通常財）である。ヴェブレンの貢献はヴェブレン効果の重要性によって示されており、これはより安価で同等の満足度を提供する選択肢が存在しても、人々が高価な品物を購入する現象を指す。
奢侈財の需要の所得弾力性は定義上1を超えており、所得が上昇するにつれて支出シェアが増加する。奢侈財は、一定の所得水準以下では購入されない奢侈財でもあり得る。例として、スモークサーモン、キャビア、その他ほとんどの珍味が挙げられる。一方、ワインや休暇のように品質の幅が広い奢侈財もある。この場合、消費される品目の数量は富の増加に伴って一定でも、より良い体験を得るための支出額は増加する。
所得格差が大きいほど、地位不安のために奢侈財の消費が増加する。